# Festival bunjevački’ pisama 2005.
Festival bunjevački’ pisama 2005. bio je peto izdanje tog festivala. 
Održan je u 28. – 30. rujna.

Mjesto izvođenja je bio Hrvatski kulturni centar "Bunjevačko kolo".

Izvođače je pratio Festivalski orkestar Hrvatskog kulturnog centra "Bunjevačko kolo". U revijalnom dijelu programa, nastupio je tamburaški sastav "Ravnica". 
Voditelji programa su bili Marijana Tikvicki i Ladislav Suknović.
Izvedeno je 15 novih pjesama.
Po ocjeni strukovnih sudaca, najbolja je pjesma "Svako živi svoju tajnu" (Josip Francišković - Josip Francišković- aranžman:...), koju je izveo Josip Francišković. Druga nagrada je otišla za skladbu "Bože pomozi", koju je izveo Marinko Rudić Vranić, autora Marka Sentea. Treća nagrada je pripala pjesmi "Salaši stari", koju je izveo Emil Antunić (Geza Kucsera st.-Geza Kucser mlađi-Vojislav Temunović).
Po ocjeni publike, najbolja je pjesma "Svako živi svoju tajnu" (Josip Francišković - Josip Francišković- aranžman:...), koju je izveo Josip Francišković.
Za skladbu "Dušo moja", Julijan Ramač je dobio nagradu za najbolji aranžman. Pjesmu je izveo Mihajlo Bođenac.
Nagrada za najbolji neobjavljeni tekst je otišla Neli Skenderović, za pjesmu "Ples za misečinu, svilu i zvečke". 
Nagradu za najbolju interpretaciju je dobila Lidiji Horvat, za izvedbu pjesme "Budi uz mene" (tekst:... - glazba: Slobodan Ivković - aranžman:...). 
Suci za glazbeni dio (skladbe, aranžmani, izvedbe) su bili: Mira Temunović, Berislav Skenderović, Jezefina Skenderović, Đuro Molnar i Đuro Parčetić. 
Suci ocjenjivači tekstova pjesama su bili: Ivana Petrekanić Sić, Tomislav Žigmanov, Katarina Čeliković, Milovan Miković i Ljiljana Dulić.
Od ovog festivala, završnoj večeri prethode smotre mladih pjevača i zborova, sastavljenih od učenika hrvatskih odjela osnovnih škola iz Subotice i okolice.

## Vanjska poveznica
- Zvonik[neaktivna poveznica] Održan V. Festival bunjevački pisama